# Sergio Ibarra
Pour les articles homonymes, voir Ibarra.
Sergio Ramón Ibarra Guzmán, né le 11 janvier 1973 à Río Cuarto en Argentine, est un footballeur argentin, naturalisé péruvien. 
Surnommé ’el Checho’, il a fait l'essentiel de sa prolifique carrière d'attaquant dans le championnat du Pérou dont il détient le record de meilleur buteur avec 274 buts.

## Biographie

### Carrière de joueur
Arrivé au Pérou en 1992 en provenance du Sportivo Atenas de sa ville natale, Sergio Ibarra a joué durant 21 saisons en D1 péruvienne. Il a aussi évolué ponctuellement au Salvador (CD Águila), en Chine (Qingdao Jonoon) et en Colombie (Once Caldas).
C'est au Cienciano del Cusco qu'il obtient son premier titre, à savoir la Recopa Sudamericana en 2004, puis le tournoi d'ouverture du championnat péruvien l'année suivante. En 2008, sous les couleurs du FBC Melgar, il devient le meilleur buteur de tous les temps du championnat du Pérou de D1 en dépassant la marque établie par Oswaldo Ramírez (195 buts). Il raccroche les crampons en 2014, après une dernière pige au San Simón de Moquegua où il joua sa dernière saison en D1. 

### Carrière d'entraîneur
Ibarra devient entraîneur-adjoint au Cienciano del Cusco, club qu'il avait déjà dirigé en 2010 en tant qu'entraîneur-joueur, avant d'en devenir l'entraîneur principal entre 2017 et 2018. Il dirige également le Deportivo Coopsol en deuxième division en 2016.

### Après-carrière
Depuis 2019, il travaille comme commentateur sportif pour la chaîne Latina Televisión.

## Palmarès(joueur)

### En club
Cienciano del Cusco
| - Recopa Sudamericana (1) : - Vainqueur : 2004. |  | - Tournoi d'ouverture (1) : - Vainqueur : 2005-A. |

### Distinctions individuelles
- Meilleur buteur cumulé de l'histoire du championnat du Pérou (D1) : 274 buts[note 1].

- Deuxième joueur avec le plus de matchs disputés en championnat du Pérou : 640 matchs (record battu par Leao Butrón, le 10 mars 2019)[4].